# Шуртыгин, Анатолий Александрович
Анато́лий Алекса́ндрович Шуртыгин — советский хозяйственный и политический деятель.

## Биография
Родился в 1927 году в селе Лыково. Член КПСС.
Окончил Горьковский авиационный техникум, Казанский авиационный институт.
С 1946 года — на хозяйственной, общественной и политической работе.
В 1946—1963 гг. — техник-технолог, секретарm заводской комсомольской организации, старший мастер сборочного цеха, заместитель председателя завкома, секретарь парткома Казанского моторостроительного завода.
В 1963—1968 гг. — заведующий промышленно-транспортным отделом Казанского горкома КПСС.
В 1968—1973 гг. — первый секретарь Ленинского райкома КПСС города Казани.
В 1973—1985 гг. — первый секретарь Советского райкома КПСС города Казани.
В 1985—1988 гг. — председатель комиссии партийного контроля при Татарском обкоме КПСС.
Делегат XXIV съезда КПСС.
Умер в 1998 году в Казани.